# 久尻神社
久尻神社（くじりじんじゃ）は、岐阜県土岐市泉町に鎮座する神社。

## 概要
- 明治百年の記念事業として、久尻地区の4つの神社（津島神社、日吉神社、諏訪神社、北野神社）を統合し、新たに3柱（大国魂神、事代主神、明治天皇）を合祀し境内を整備。1968年（昭和43年）10月18日に久尻神社と名付けられた[1]。名称は鎮座する地区（久尻）に因む。統合した神社で津島神社は江戸時代初期の霊元天皇在位に創建という[1]。
- 1969年（昭和44年）10月1日に岐阜県神社庁より県神社庁長参向指定神社（金幣社）の指定を受ける[2]。
- 境内には1995年（平成7年）3月に完成した弦武館（弓道場）がある[2]。10月の例祭では弓道大会、節分祭では追儺式（弓矢で鬼を払う神事）が行われる。

## 祭神
- 大山咋神
- 建速須佐雄尊
- 建御名方命
- 菅原道真
- 大国魂神
- 事代主神
- 明治天皇

## 末社
- 久尻稲荷神社
- 八幡神社
- 猿田彦神社

## 交通アクセス

### 公共交通機関
- 土岐市民バス泉が丘線「寺下」バス停下車、徒歩で約5分。
- JR中央本線「土岐市駅」下車、徒歩で約15分。